# Южноуральская панорама
Южноуральская панорама — региональная общественно-политическая газета. Учредитель — Правительство и Законодательное собрание Челябинской области. Издается с 1997 года. Распространяется на территории Челябинской области, преимущественно в областном центре. Выходит два раза в неделю, форматами А2 (понедельник, тираж 8000) и А3 (четверг, тираж 30 000). Сайт издания www.up74.ru зарегистрирован как отдельное электронное СМИ.
Главный редактор — Марк Викторович Рискин.

## История
В апреле 1997 года вышел первый номер газеты, учреждённой Правительством и Законодательным Собранием Челябинской области. (Первый редактор — Андрей Терехин). Газета выходила один раз в неделю, на 12-ти полосах формата А-3.
В 2000 году издание стало выпускаться 3 раза в неделю. Сменился и его формат — А-2. В 2004 году газета становится ежедневной, четверговые номера выходят в полном цвете, а с 2009 года в полном цвете печатаются первая и последняя полоса каждого номера.
В июле 2009 года газета поддержала научно-гуманитарный проект «Советские и немецкие военнопленные и интернированные. Изучение истории Второй мировой войны и послевоенного периода», напечатала списки данных 2073 солдат и офицеров — уроженцев Челябинской области, погибших в фашистском плену. Проект реализуется совместными усилиями МВД Германии, России, Украины и Белоруссии с 2000 года. Общее руководство проектом осуществляется объединением «Саксонские мемориалы». Позже 27-28 марта 2010 года в Челябинске с официальным визитом побывал Чрезвычайный и Полномочный посол Германии в России Вальтер Юрген Шмид. Посол Германии передал представителям семей погибших в немецком плену советских воинов оригиналы личных карточек из лагерей военнопленных в Германии.
С 2000 года по май 2011 года газету редактировал Александр Драгунов, кандидат педагогических наук, заведующий кафедрой «Периодическая печать», профессор Южно-Уральского государственного университета.
С мая 2011 года главным редактором назначен Андрей Трушников, до того возглавлявший пресс-службу Автомобильного завода «Урал», экс-главный редактор газеты «Аргументы и факты — Челябинск».

## Редакционная политика и оценки
Большую долю контента издания занимают публикации как политического, так и культурного характера, посвященные спектаклям, выставкам, концертам. Изредка можно встретить сельскую тематику. «Южноуральская панорама» регулярно публикует на своих страницах этюды и очерки известных краеведов Южного Урала. В частности, авторами в разное время в газете выступали краевед, член Союза журналистов СССР Ф. Ф. Сыромолотова, В. П. Поляничко, А. П. Моисеев. В газете опубликован цикл очерков кандидата исторических наук Гаяза Самигулова о разных народностях, населяющих Челябинскую область.
В 2000 году согласно результатам опроса среди жителей региона, проведенного социологами Челябинского филиала Института экономики УрО РАН, в период предвыборной кампании только 13,6 % респондентов доверяли сведениям на страницах газеты, а 19,4 % — не доверяли.
Авторы газеты неоднократно становились победителями и лауреатами различных профессиональных конкурсов международного, российского и регионального уровней. В числе штатных сотрудников «Южноуральской панорамы» были такие журналисты как Ирина Моргулес, Лидия Старикова, Александр Чуносов. Штатным фотографом «ЮП» являлся фоторепортёр Вячеслав Шишкоедов.
Награды и почетные дипломы:
2003 год — победа во Всероссийском конкурсе на лучшее освещение жизни российского села и агропромышленного комплекса. 
2004 год — первое место во Всероссийском конкурсе «Региональная газета нового тысячелетия. Художественно-техническое оформление и полиграфическое исполнение». 
2006 год — победа во Всероссийском конкурсе «СМИ против преступности, терроризма и коррупции».
2007 год — лауреат Всероссийского конкурса «Национальное достояние». 
2007 год — диплом Всероссийского конкурса за освещение реализации нацпроекта «Развитие АПК». 
2007 год — 1-е место совместному проекту «Важные люди» (с ГТРК «Южный Урал») на «Фестивале журналистов в Дагомысе 2007» среди областных и республиканских газет.